# Armin Hary

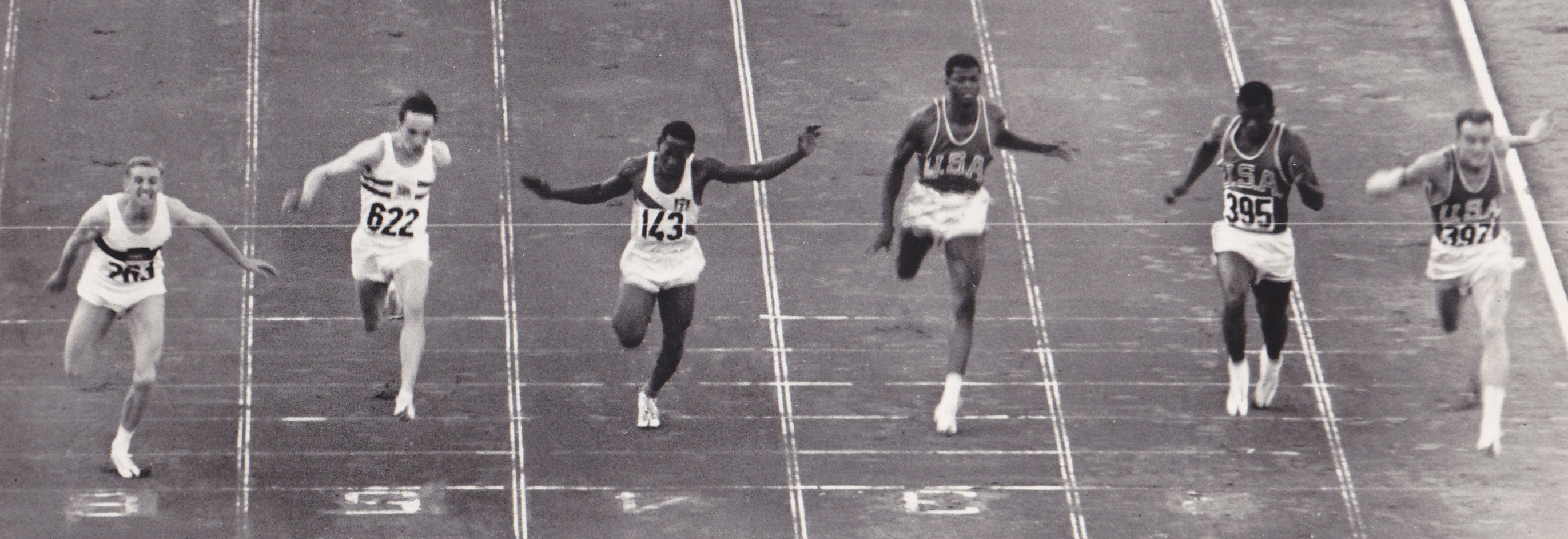
Armin Hary (geheel links) gaat als winnaar over de streep tijdens de 100 m-finale op de OS van 1960 in Rome.

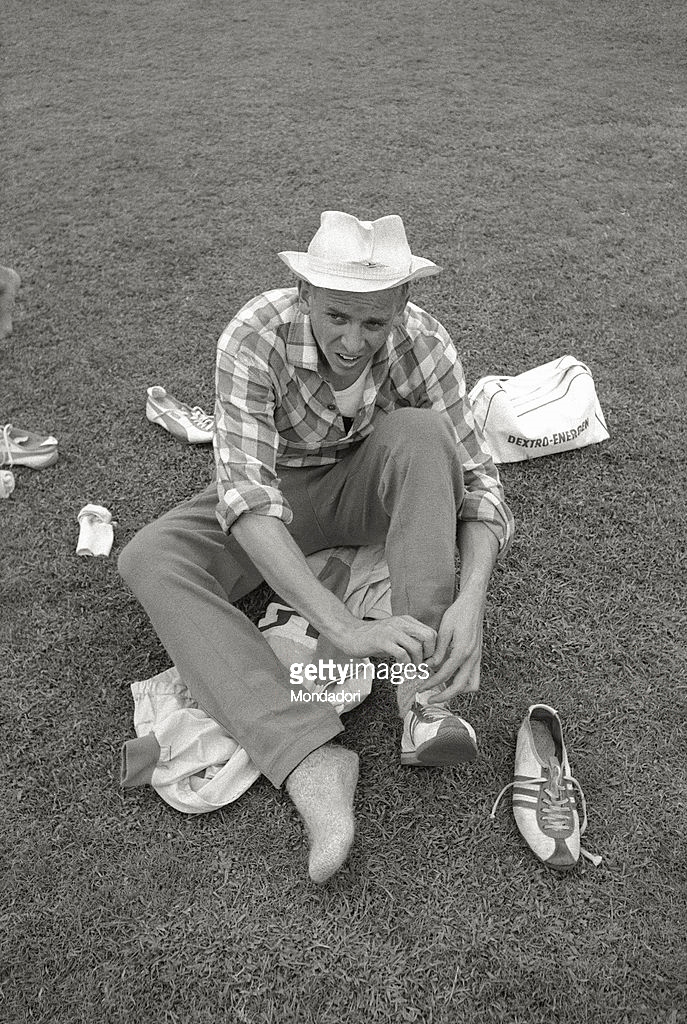
Armin Hary in zijn opmerkelijke outfit voor de aanvang van zijn olympische finale op de 100 m.

Armin Hary (Quierschied, 22 maart 1937) is een Duitse voormalige sprinter, die was gespecialiseerd in de 100 en 200 m. Hij werd tweemaal olympisch kampioen, tweemaal Europees kampioen, tweemaal Duits kampioen en verbeterde in 1960 de wereldrecords op de 100 m tot 10,0 s en de 4 x 100 m estafette tot 39,5.

## Biografie

### Start atletiekloopbaan
In zijn jeugd doet Hary aan voetbal, maar op zestienjarige leeftijd stapt hij over op atletiek. Zijn ouders ondersteunen hem in eerste instantie niet. Bij SV Saar 05 Saarbrücken en 1. FC Saarbrücken vangt hij aan als tienkamper. In 1957 wisselt hij van discipline en vereniging en stapt over op de 100 m bij Bayer 04 Leverkusen. Hier traint hij onder Bert Sumser en wordt datzelfde jaar nog nationaal vice-kampioen achter Manfred Germar. Doordat hij denkt al gewonnen te hebben en in de laatste meters inhoudt, wordt hij alsnog door Germar voorbijgelopen. In het jaar erop wordt hij wederom tweede achter Manfred Germar.
Zijn eerste internationale titel behaalt Armin Hary op de Europese kampioenschappen van 1958 in Stockholm. Individueel wint hij op de 100 m een gouden medaille. Met een kampioenschapsrecord van 10,3 verslaat hij zijn landgenoot Manfred Germar (zilver; 10,4) en de Brit Peter Radford (brons; 10,4). Met zijn teamgenoten Manfred Germar, Heinz Fütterer en Walter Mahlendorf verovert hij een tweede gouden plak op de 4 x 100 m estafette.

### Driemaal is scheepsrecht
Op 6 september 1958 loopt Hary in Friedrichshafen voor de eerste maal de 100 m in precies 10 seconden. Dit record wordt echter niet erkend, omdat het hoogteverschil van de baan 11 cm blijkt te zijn in plaats van de toegestane 10 cm. Tijdens een atletiekmeeting op 21 juni 1960 in Zürich lukt het hem uiteindelijk wel om officieel in precies 10 seconden te finishen, al wordt pas zijn tweede poging als zodanig erkend. Zijn eerste race wordt door de starter namelijk geannuleerd, nadat deze bekent dat hij de sprinters had moeten terugschieten wegens een valse start van een van de andere deelnemers. De race wordt overgelopen en Hary slaagt erin om de klokken opnieuw stil te laten zetten op de 10,0 uit zijn eerste race.
In de loop der jaren wordt deze tijd na hem nog een aantal maal geëvenaard, maar pas in 1968 door Jim Hines uit de boeken gelopen.

### Amerikaanse suprematie doorbroken
Eveneens in 1960 behaalt Armin Hary olympisch goud bij de Olympische Spelen van Rome op de 100 m en de 4 x 100 m estafette. Het Duitse team loopt in de series een wereldrecord in 39,5 en weet dit in de finale te herhalen. Weliswaar finisht het Amerikaanse estafetteteam eerder, maar dat wordt 15 minuten later wegens een verkeerde wissel alsnog gediskwalificeerd.
Vooral Hary's individuele overwinning op de 100 m in Rome maakt alom grote indruk. Niet alleen omdat voor het eerst sinds 1932 de Amerikaanse suprematie op dit nummer door een Europeaan wordt doorbroken, maar vooral ook door de manier waarop. In een verslag tekent Michel Claré hierover het volgende op: "Ik zal nooit vergeten hoe ongelofelijk kalm deze blonde jongen was, met zijn 23 jaar (...), zijn stevige bouw (...) en zijn fabuleuze reactievermogen, de opmerkelijkste sprinter ooit. Voor de wedstrijd van zijn leven arriveerde hij gekleed als toerist met strohoed en geruit overhemd, met zijn startblok onder de arm alsof het om een strandstoel ging. Terwijl de andere lopers, de snelste mannen van de wereld, in de minuten voor de start leken te vertragen, begaf Hary zich, na minutenlang zeer zorgvuldig de veters van zijn spikes te hebben dichtgeknoopt, in looppas naar de start. Niets, zelfs niet de valse starts, zelfs niet de tweede, die hem werd toegerekend, niets kon zijn kalmte verstoren en zijn race was vervolgens fraai en zuiver als kristal."

### Schorsing en straf
Nadat hij wordt geschorst voor een jaar wegens verkeerde onkostendeclaraties en een auto-ongeluk krijgt waarbij hij een knieblessure opliep, beëindigt Armin Hary, gefrustreerd door het gedrag van de functionarissen in 1961, zijn carrière en gaat werken in de onroerend-goed-branche. Hij blijft wonen in Landshut en schrijft hiernaast voor de supraregionale zondagskrant Welt am Sonntag. Schnell wie Hary is heden ten dage nog altijd een Duitse uitdrukking.
In 1980 wordt hij schuldig bevonden van een oplichting ter waarde van 3,2 miljoen Duitse mark. Hij wordt veroordeeld tot een proeftijd van achttien maanden tot 1983.

## Titels
- Olympisch kampioen 100 m - 1960
- Olympisch kampioen 4 x 100 m - 1960
- Europees kampioen 100 m - 1958
- Europees kampioen 4 x 100 m - 1958
- West-Duits kampioen 100 m - 1960
- West-Duits kampioen 200 m - 1960
- West-Duits indoorkampioen 70 m - 1959

## Palmares

### 100 m
- 1958:  EK - 10,3 s
- 1960:  West-Duitse kamp. - 10,2 s
- 1960:  OS - 10,2 s

### 200 m
- 1960:  West-Duitse kamp. - 20,9 s

### 4 x 100 m
- 1958:  EK - 40,2 s
- 1960:  OS - 39,5 s

1896: Thomas Burke ·
1900: Francis Jarvis ·
1904: Archie Hahn ·
1908: Reggie Walker ·
1912: Ralph Craig ·
1920: Charley Paddock ·
1924: Harold Abrahams ·
1928: Percy Williams ·
1932: Eddie Tolan ·
1936: Jesse Owens ·
1948: Harrison Dillard ·
1952: Lindy Remigino ·
1956: Bobby Morrow ·
1960: Armin Hary ·
1964: Bob Hayes ·
1968: Jim Hines ·
1972: Valeri Borzov ·
1976: Hasely Crawford ·
1980: Allan Wells ·
1984: Carl Lewis ·
1988: Carl Lewis ·
1992: Linford Christie ·
1996: Donovan Bailey ·
2000: Maurice Green ·
2004: Justin Gatlin ·
2008: Usain Bolt ·
2012: Usain Bolt ·
2016: Usain Bolt ·
2020: Marcell Jacobs ·
2024: Noah Lyles
1912: Jacobs, Macintosh, d'Arcy, Applegarth ·
1920: Paddock, Scholz, Murchison, Kirksey ·
1924: Clarke, Hussey, Leconey, Murchison ·
1928: Wykoff, Quinn, Borah, Russell ·
1932: Kiesel, Toppino, Dyer, Wykoff ·
1936: Owens, Metcalfe, Draper, Wykoff ·
1948: Ewell, Wright, Dillard, Patton ·
1952: Smith, Dillard, Remigino, Stanfield ·
1956: Murchison, King, Baker, Morrow ·
1960: Cullmann, Hary, Mahlendorf, Lauer ·
1964: Drayton, Ashworth, Stebbins, Hayes ·
1968: Greene, Pender, Smith, Hines ·
1972: Black, Taylor, Tinker, Hart ·
1976: Glance, Jones, Hampton, Riddick ·
1980: Moeravjov, Sidorov, Prokofjev, Aksinin ·
1984: Graddy, Brown, Smith, Lewis ·
1988: Bryzgin, Krylov, Moeravjov, Savin ·
1992: Marsh, Burrell, Mitchell, Lewis ·
1996: Esmie, Gilbert, Surin, Bailey ·
2000: Drummond, Williams, Lewis, Greene ·
2004: Gardener, Campbell, Devonish, Lewis-Francis ·
2008: Bledman, Burns, Callender, Thompson ·
2012: Carter, Frater, Blake, Bolt ·
2016: Powell, Blake, Ashmeade, Bolt ·
2020: Desalu, Jacobs, Patta, Tortu ·
2024: Brown, Blake, Rodney, De Grasse
- Gemeinsame Normdatei: 105780995
- International Standard Name Identifier: 0000 0000 1410 2367
- Virtual International Authority File: 47235717
- WorldCat: E39PBJpYCYRDWcmRVf9PVmmcfq